# Ayu Nakada
Ayu Nakada (jap. 仲田 歩夢, Nakada Ayu; * 15. August 1993 in Yamanashi, Präfektur Yamanashi) ist eine japanische Fußballspielerin.

## Vereinskarriere
Nakada begann im Alter von sechs Jahren mit dem Fußballspielen bei dem von ihrem Vater trainierten Heimatverein Fortuna SC Ladies. Im Jahr 2009 wechselte sie zu der im Frauenfußball starken Oberschule Tokiwagi Gakuen High School, mit dessen Fußballabteilung sie 2009 und 2011 die landesweite Oberschulmeisterschaft im Frauenfußball gewinnen konnte. Im Jahr 2012 unterschrieb sie einen Vertrag bei INAC Kōbe Leonessa.

## Nationalmannschaft
Nakada begann ihre internationale Karriere im Jahr 2010 bei der U-17-Fußball-Weltmeisterschaft der Frauen 2010, wo sie in fünf von sechs Spielen eingesetzt wurde. 2011 gewann sie mit der japanischen U-19 die 2011. Nakada gehörte zum Kader der japanischen U-20-Nationalmannschaft, der an der U-20-Weltmeisterschaft 2012 in Japan teilnahm.

## Erfolge
- Gewinn der landesweiten Oberschulmeisterschaft 2009
- Meister der Challenge League Ost 2010
- U-17-Vizeweltmeisterin 2010
- Gewinn der landesweiten Oberschulmeisterschaft 2011
- Meister der Challenge League Ost 2011
- U-19 Asienmeisterin 2011
- Gewinn der Japan and South Korea Women’s League Championship 2012
- U-20-Weltmeisterschaftsdritte 2012